# Skilanglauf-Far-East-Cup 2007/08
Die Saison 2007/2008 des Far East Cups im Skilanglauf begann in Otoineppu am 25. Dezember 2007. Sie endete am 8. Januar 2008 in Sapporo, insgesamt gab es sieben Rennen bei den Männern und Frauen, deren Großteil wie im Vorjahr von japanischen Athleten gewonnen wurden. Es gab fünf unterschiedliche Austragungsorte, zwei in Japan und drei in China, wo jedoch nur Sprints ausgetragen wurden. Dazu sagte die FIS einen ursprünglich geplanten Sprint in Peking ab. Titelverteidiger in der Gesamtwertung waren die beiden Japaner Masaaki Kōzu sowie Madoka Natsumi, 2007/08 triumphierten zwei ihrer Landsleute, Shōhei Honda und Sumiko Yokoyama.
Die Tabellen zeigen die Endstände der Gesamtwertung sowie die drei besten Athleten jedes Rennens. Obwohl auch ausländische Athleten an den Wettkämpfen teilnahmen und Siege errangen, gingen nur die Skilangläufer aus den ostasiatischen Ländern in die Wertung ein. Es dominierten die japanischen Athleten, die 11 (bei den Frauen) bzw. 12 (bei den Männern) von 18 möglichen Podiumsrängen belegten. Die restlichen Podestresultate gingen zumeist an europäische Athleten bei den Sprints in China. Der Südkoreanerin Won Lee-chae gelang als einziger nicht-japanischer Athletin aus Ostasien der Sprung auf das Podest.

## Männer

### Ergebnisse
Bei den Sprints in China nahmen auch europäische Athleten teil, die dort alle Top-3-Platzierten stellten. Diese Sportler wurden auch geehrt, in der Gesamtwertung erhalten sie jedoch keine Punkte, sondern nur die Skilangläufer aus den ostasiatischen Ländern. Um zu zeigen, wer die Punkte für die Gesamtwertung erhielt, ist unter den Podiums mit europäischer Beteiligung noch ein alternatives Podest angezeigt, das die bestklassierten Ostasiaten (samt echtem Ergebnis) nennt und gelb hinterlegt ist.
| Datum             | Austragungsort     | Disziplin        | Sieger            | Zweiter             | Dritter             |
| ----------------- | ------------------ | ---------------- | ----------------- | ------------------- | ------------------- |
| 26. Dezember 2007 | Otoineppu          | 7,5 km klassisch | Tomio Kanamaru    | Shōhei Honda        | Osamu Yamagishi     |
| 27. Dezember 2006 | Otoineppu          | 7,5 km Freistil  | Nobu Naruse       | Masaya Kimura       | Takahisa Nogami     |
| 28. Dezember 2007 | Shangri-La (Dêqên) | Sprint Freistil  | Peter Larsson     | Fabio Pasini        | Anders Högberg      |
| 28. Dezember 2007 | Shangri-La (Dêqên) | Sprint Freistil  | Songtao Wang (7.) | Sun Qinghai (17.)   | Jia Song (18.)      |
| 1. Januar 2008    | Changchun          | Sprint klassisch | Fabio Pasini      | Fredrik Byström     | Kent-Ove Clausen    |
| 1. Januar 2008    | Changchun          | Sprint klassisch | Sun Qinghai (5.)  | Tang Jinle (9.)     | Han Dawei (15.)     |
| 5. Januar 2008    | Xi Wu Qi           | Sprint Freistil  | Peter Larsson     | Jari Joutsen        | Fredrik Persson     |
| 5. Januar 2008    | Xi Wu Qi           | Sprint Freistil  | Lin Lu (11.)      | Liu Yuanjiang (12.) | Zhang Kunlong (15.) |
| 6. Januar 2008    | Peking             | Sprint Freistil  | abgesagt          | abgesagt            | abgesagt            |
| 7. Januar 2008    | Sapporo            | 10 km klassisch  | Shōhei Honda      | Tadashi Yamamuro    | Masakazu Aoki       |
| 9. Januar 2007    | Sapporo            | 15 km Freistil   | Tomio Kanamaru    | Shōhei Honda        | Masakazu Aoki       |

### Gesamtwertung
| Rang | Name              | Punkte | Siege |
| ---- | ----------------- | ------ | ----- |
| 01   | Shōhei Honda      | 300    | 1     |
| 02   | Tomio Kanamaru    | 286    | 2     |
| 03   | Masakazu Aoki     | 192    |       |
| 04   | Sun Qinghai       | 180    | 1     |
| 05   | Takahisa Nogami   | 159    |       |
| 06   | Tang Jinle        | 156    |       |
| 07   | Nobu Naruse       | 150    | 1     |
| 08   | Tadashi Yamamuro  | 146    |       |
| 09   | Liu Yuanjiang     | 145    |       |
| 10   | Songtao Wang      | 140    | 1     |
| 11   | Atsushi Shimizume | 135    |       |

| Rang | Name            | Punkte | Siege |
| ---- | --------------- | ------ | ----- |
| 12   | Lin Lu          | 132    | 1     |
| 13   | Katsuhiro Oyama | 116    |       |
| 14   | Osamu Yamagishi | 114    |       |
| 15   | Daisabe Ebesawa | 112    |       |
| 16   | Han Dawei       | 110    |       |
| 16   | Zhang Kunlong   | 110    |       |
| 18   | Masaaki Kōzu    | 105    |       |
| 18   | Jia Song        | 105    |       |
| 20   | Yuichi Yamada   | 095    |       |
| 20   | Gao Liang       | 095    |       |
| 20   | Masaya Kimura   | 095    |       |

## Frauen

### Ergebnisse
Bei den Sprints in China nahmen auch europäische Athleten teil, die dort alle Top-3-Platzierten stellten. Diese Sportler wurden auch geehrt, in der Gesamtwertung erhalten sie jedoch keine Punkte, sondern nur die Skilangläufer aus den ostasiatischen Ländern. Um zu zeigen, wer die Punkte für die Gesamtwertung erhielt, ist unter den Podiums mit europäischer Beteiligung noch ein alternatives Podest angezeigt, das die bestklassierten Ostasiaten (samt echtem Ergebnis) nennt und gelb hinterlegt ist.
| Datum             | Austragungsort | Disziplin        | Sieger             | Zweiter            | Dritter             |
| ----------------- | -------------- | ---------------- | ------------------ | ------------------ | ------------------- |
| 26. Dezember 2007 | Otoineppu      | 5 km klassisch   | Sumiko Yokoyama    | Yuki Kobayashi     | Miki Maruyama       |
| 27. Dezember 2006 | Otoineppu      | 5 km Freistil    | Miki Maruyama      | Yuki Kobayashi     | Chisa Ōbayashi      |
| 28. Dezember 2007 | Shangri-La     | Sprint Freistil  | Solfrid Braathen   | Elise Aunet Tyldum | Elin Ek             |
| 28. Dezember 2007 | Shangri-La     | Sprint Freistil  | Song Bo (4.)       | Wang Libo (13.)    | Peng Yonghong (19.) |
| 1. Januar 2008    | Changchun      | Sprint klassisch | Elise Aunet Tyldum | Barbara Moriggl    | Solfrid Braathen    |
| 1. Januar 2008    | Changchun      | Sprint klassisch | Liu Yuanyuan (5.)  | Li Huo (7.)        | Song Bo (14.)       |
| 5. Januar 2008    | Xi Wu Qi       | Sprint Freistil  | Lena Pichard       | Barbara Moriggl    | Therese Carlsson    |
| 5. Januar 2008    | Xi Wu Qi       | Sprint Freistil  | Liu Xiaoting (11.) | Tan Xiaoxia (14.)  | Zhang Zheng (15.)   |
| 6. Januar 2008    | Peking         | Sprint Freistil  | abgesagt           | abgesagt           | abgesagt            |
| 7. Januar 2008    | Sapporo        | 5 km klassisch   | Sumiko Yokoyama    | Madoka Natsumi     | Chisa Ōbayashi      |
| 9. Januar 2007    | Sapporo        | 10 km Freistil   | Sumiko Yokoyama    | Madoka Natsumi     | Lee Chae-won        |

### Gesamtwertung
| Rang | Name            | Punkte | Siege |
| ---- | --------------- | ------ | ----- |
| 01   | Sumiko Yokoyama | 329    | 3     |
| 02   | Chisa Ōbayashi  | 210    |       |
| 03   | Sumiko Ishigaki | 174    |       |
| 04   | Lee Chae-won    | 162    | 1     |
| 05   | Liu Xiaoting    | 161    | 1     |
| 06   | Miki Maruyama   | 160    | 1     |
| 06   | Song Bo         | 160    | 1     |
| 06   | Madoka Natsumi  | 160    |       |
| 06   | Yuki Kobayashi  | 160    |       |
| 10   | Wang Libo       | 130    |       |

| Rang | Name               | Punkte | Siege |
| ---- | ------------------ | ------ | ----- |
| 11   | Tan Xiaoxia        | 120    |       |
| 12   | Machiko Yanagidate | 114    |       |
| 13   | Bu He              | 112    |       |
| 14   | Li Qing            | 108    |       |
| 15   | Jiang Limin        | 105    |       |
| 16   | Liu Yuanyuan       | 100    | 1     |
| 17   | Zhang Zheng        | 098    |       |
| 18   | Ai Maita           | 093    |       |
| 19   | Peng Yonghong      | 086    |       |
| 20   | Zhang Jiao         | 085    |       |